# Bernie Cummins
Bernie Cummins (* 14. März 1900 in Akron, Ohio als Bernard Joseph Cummins; † 22. September 1986 in  Palm Beach, Florida) war ein US-amerikanischer Schlagzeuger und Bigband-Leader im Bereich der Populären Musik.
Bernie Cummins war in seiner Jugend Boxer; daneben spielte er Schlagzeug in lokalen Bands in Ohio. Schließlich gründete er 1919 ein kleines Ensemble, das in Indiana debütierte und das er allmählich zu einer größeren Tanzband erweiterte; zu seinen Bandsängern gehörten Dorothy Crane, Bernies Bruder Walter Cummins und Scottee Marsh, die später bei Tommy Dorsey sang. Erkennungsmelodie des Orchesters war „Dark Eyes“.
1923 kam Cummins nach Cincinnati und eröffnete mit seiner Band das Toadstool Inn. Während dieses Engagements entstanden erste Aufnahmen für das Label Gennett (1924/25).  Neben seinen Aktivitäten als Bandleader fungierte Cummins kurz auch als Manager der Wolverines.
Das Bernie Cummins Orchestra nahm später auch eine Reihe von Schallplatten für die Label Brunswick, Columbia, Victor, Decca, Vocalion und Bluebird Records auf. Die Band hatte zunächst viele Auftritte im Mittleren Westen; sein Smooth-Stil war in den größeren Hotels und Ballsälen der USA sehr beliebt. Schließlich erhielt Cummins ein Engagement im Biltmore Hotel in New York; dann spielte sein Orchester lange im Hotel New Yorker und es folgten Gastspiele im Aragon, Trianon, Blackstone und im Edgewater Beach Hotel in Chicago sowie weitere Gastspiele in Dallas, Kansas City, New Orleans, Denver und St. Paul. Wiederholt trat Cummins mit seiner Band in der von Coca-Cola gesponserten Radioshow Spotlight Bands Program auf, eine weitere Radiosendung war Fitch Bandwagon.
In den späten 1950er Jahren wurde es für Cummins zunehmend schwieriger die Band zu halten; er trat mit ihr noch in Clubs von Las Vegas auf, bevor er sie 1959 auflöste und sich in Florida (Boca Raton) zur Ruhe setzte.

## Diskographische Hinweise
- Bernie Cummins & his Orchestra (1924-1930) (Timeless Records)